# 码头区

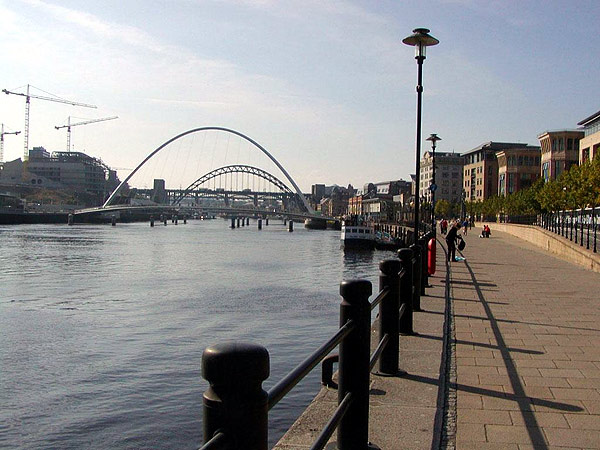

码头区（The Quayside）是英格兰东北部泰恩河畔纽卡斯尔（北岸）和盖茨黑德（南岸）两市沿泰恩河河岸的区域，也是纽卡斯尔一侧沿河街道的名称。
这一区域曾经是工业区和繁忙的船坞。近年来，随着码头的衰落，该区域斥巨资重建，为现代艺术、音乐和文化以及住宅提供了现代化的环境。NewcastleGateshead 现在列出了码头区十大景点。
沿纽卡斯尔一侧为餐馆、酒吧和夜总会以及住宅和纽卡斯尔法院。盖茨黑德一侧是波罗的海当代艺术中心以及圣人盖茨黑德表演艺术和会议中心（The Sage Gateshead）的所在地。从1984年到2008年，“燕尾服公主”号，一个浮动的夜总会，停泊在盖茨黑德一侧泰恩桥下方。 
码头区的一个显著特征是人行的盖茨黑德千禧桥，2001年开通，横跨波罗的海当代艺术中心和纽卡斯尔法院之间。另一座桥梁平转桥（Swing Bridge）建于1876年，更靠近两个城市的市中心。 